# Колумбия на летних Олимпийских играх 1960
Колумбия принимала участие в Летних Олимпийских играх 1960 года в Риме (Италия) в пятый раз за свою историю, но не завоевала ни одной медали.